# Уссе (Эна)
Уссе́ (фр. Housset) — коммуна во Франции, находится в регионе Пикардия. Департамент коммуны — Эна. Входит в состав кантона Марль. Округ коммуны — Вервен.
Код INSEE коммуны — 02385.

## Население
Население коммуны на 2010 год составляло 173 человека.
| 1962 | 1968 | 1975 | 1982 | 1990 | 1999 | 2010 |
| ---- | ---- | ---- | ---- | ---- | ---- | ---- |
| 254  | 262  | 200  | 172  | 165  | 193  | 173  |

## Экономика
В 2010 году среди 120 человек трудоспособного возраста (15—64 лет) 83 были экономически активными, 37 — неактивными (показатель активности — 69,2 %, в 1999 году было 62,1 %). Из 83 активных жителей работали 70 человек (41 мужчина и 29 женщин), безработных было 13 (8 мужчин и 5 женщин). Среди 37 неактивных 9 человек были учениками или студентами, 11 — пенсионерами, 17 были неактивными по другим причинам.